# 宗形氏道
宗形 氏道（むなかたの うじみち）は宗像大社（現在の福岡県宗像市に存在）の第10代大宮司である。「宗形」は「宗像」とも表記する。宗形氏助の子という。子に氏平など。